# Клюк, Александр фон
Александр Генрих Рудольф фон Клук (нем. Alexander Heinrich Rudolph von Kluck; 20 мая 1846, Мюнстер — 19 октября 1934, Берлин) — немецкий военачальник, генерал-оберст (генерал-полковник).

## Биография
В 1865 году вступил в 55-й пехотный полк. Участник австро-прусской войны 1866 года. Участник франко-прусской войны 1870—1871 годов.
С 1881 года командир роты офицерской школы в Юлихе. С 1884 года начальник офицерских подготовительных курсов в Аннабурге, с 1888 года — в Нейбрезахе. С 1889 года командир батальона 66-го пехотного полка, с 1896 года — 1-го округа ландвера (Берлин), с 1898 года — 34-го фузилерного полка, с 1899 года — 23-й пехотной бригады (Нисса), с 1903 года — 37-й пехотной дивизии (Алленштейн), с 1906 года — 5-го армейского корпуса (штаб-квартира в Позене), с 1907 года — 1-го армейского корпуса, с 1913 года генерал-инспектор 8-й армейской инспекции (штаб-квартира в Берлине).
При мобилизации 2 августа 1914 года назначен командующим 1-й армией (около 210 тысяч человек и 796 орудий), развертывавшейся в районе Крефельд — Эркеленц — Юлих — Бергхейм. В её состав вошли 2-й (генерал А. Линзинген), 3-й (генерал Э. фон Лохов), 4-й (генерал Ф. Сикст фон Арним) АК, 3-й (генерал Г. Безелер) и 4-й (генерал М. фон Боэн) резервные корпуса, 10-я, 11-я и 27-я ландверные бригады. Вскоре в его состав из 2-й армии передан IX армейский корпус генерала Ф. Куаста.
При вторжении во Францию его армия действовала на крайнем правом крыле германских войск. 7 августа, форсировав Маас, начал движение в направлении на Брюссель. 17 августа временно подчинен командующему 2-й армией генералу К. фон Бюлову. К 20 августа Клюк вынужденный оставить усиленный 3-й резервный корпус для блокады Антверпена, вышел на линию Вольфертгем — Ватерлоо, развивая наступление западнее Намюра. Одержал крупную победу в бою у Монса (23 августа 1914 года) над английским армией фельдмаршала Дж. Френча, вынужденного отвести войска на линию Камбре — Ле-Като.
Во время Марнского сражения армия Клюка 5 сентября 1914 года была атакована во фланг (4-й резервный корпус генерала Г. фон Гронау) 6-й французской армией генерала М. Монури, поддержанной войсками гарнизона Парижа. Клюк быстро переменил фронт и отбросил Монури, но при этом между его армией и 2-й армией образовался разрыв в 30 км, прикрытый лишь кавалерийскими частями. В ночь на 9 сентября английская армия и часть 5-й французской армии вклинились в образовавшуюся брешь. 9 сентября командующий 2-й армией генерал К. фон-Бюлов отдал приказ об отходе на Марну. В тот же день Клюк начал успешное наступление правым флангом на Нантейль, а его левый фланг ввязался в затяжные бои с англо-французскими войсками между Шато-Тьерри и устьем Урка; в связи с этим Клюк загнул левый фланг фронтом на юг.
В это время к Клюку прибыл эмиссар начальника генерального штаба Х. фон Мольтке подполковник Р. Хенч, отдавший приказ к отступлению. Клюк пытался убедить Хенча, что создавшаяся обстановка не создает необходимости к отступлению, но Хенч настоял на своем мнении, сославшись на свои полномочия, кроме того, он охарактеризовал соседнюю 2-ю армию как измотанную до крайней степени. В середине дня армия начала отход на Суассон.
Клюк считался одним из самых удачливых и талантливых военачальников германской армии, в ходе сражения на Марне ему удалось отразить попытки прорыва французской армии и обеспечить фланг германского фронта. 12-13 сентября Клюк закрепился на правом берегу Эны на участке Нампсель — Вайн. В сражении на Эне (13-15 сентября) остановил наступление франко-английских армий.
В конце 1914 года — начале 1915 фронт на Западе стабилизировался и война перешла в стадию «позиционной». В 1915 году армия Клюка занимала фронт Нуайон — Карон. В марте 1915 года был ранен. 28 марта 1915 года награждён орденом Pour le Merite и отстранен от командования армией, а в октябре 1916 года переведен в резерв. Автор мемуаров «Наступление на Париж и сражение на Марнe» (1920).